# × Cephalorchis sussana
× Cephalorchis sussana – gatunek roślin z monotypowego rodzaju × Cephalorchis z rodziny storczykowatych (Orchidaceae). Rodzimym obszarem występowania tego hybrydowego gatunku jest Hiszpania. Takson ma pochodzenie mieszańcowe, jego gatunkami rodzicielskimi są: Cephalanthera longifolia × Orchis mascula subsp. laxifloriformis.

## Systematyka
Gatunek sklasyfikowany do plemienia Neottieae w podrodzinie epidendronowych (Epidendroideae), rodzina storczykowate (Orchidaceae), rząd szparagowce (Asparagales) w obrębie roślin jednoliściennych.